# Igelsamige Schuppenmiere
Die Igelsamige Schuppenmiere (Spergularia echinosperma), auch Igelsamiger Spärkling genannt, ist eine Pflanzenart aus der Gattung Schuppenmieren Spergularia innerhalb der Familie der Nelkengewächse (Caryophyllaceae).

## Beschreibung und Namensherkunft
Die Igelsamige Schuppenmiere wächst als überwinternd grüne, einjährige krautige Pflanze und erreicht Wuchshöhen von meist 5 bis 10 (4 bis 15) Zentimetern. Die Pfahlwurzel ist schlank. Die oberirdischen Pflanzenteile sind mit gestielten Drüsenhaaren bedeckt (Indument). Die aufrechten bis aufsteigenden oder manchmal niederliegenden Stängel besitzen an ihrer Basis einen Durchmesser von 0,2 bis 1,5 Millimeter und können unverzweigt bis weit auseinanderliegend an der Basis oder am oberen Ende verzweigt sein.
Die Laubblätter sind sitzend. Die etwas fleischigen Blattspreiten sind bei einer Länge von 0,5 bis 3,5 Zentimeter linealisch mit stumpfem bis bespitztem oberen Ende. Blattachselständige Büschel von Laubblättern fehlen meist bei dieser Art. Nur die oberen Laubblätter sind undeutlich stachelspitzig, die unteren sind stumpflich. Die unauffälligen, relativ kleinen, silbrigen bis matt lohfarbenen und hinfälligen Nebenblätter sind bei einer Länge von 1,4 bis 2,4 Millimeter kürzer als breit und breit-dreieckig mit zugespitztem oberen Ende.

### Blütenstand und Blüte
Die Blütezeit reicht von Juni bis Oktober. Die drei bis mehr als neun, meist vier bis acht Blüten stehen in einem endständigen, zymösen Blütenstand zusammen. Die Blütenstiele sind nicht auffallend dünn, meist kürzer als 1 Zentimeter und kahl.
Die unscheinbaren, zwittrigen Blüten sind bei einem Durchmesser von 4 bis 6 Millimeter radiärsymmetrisch und fünfzählig mit doppelter Blütenhülle. Die fünf Kelchblätter sind bis zu einer Länge von 0,2 bis 0,3 Millimeter verwachsen. Die ein- bis dreinervigen Kelchzähne sind bei einer Länge von 2,5 bis 3,6 Millimeter lanzettlich bis eiförmig mit gerundetem oberen Ende; ihre trockenhäutigen Ränder sind 0,1 bis 0,5 mm breit. Die Kronblätter sind 0,4- bis 0,6-mal so lang wie die Kelchblätter. Die fünf weißen bis rosafarbenen Kronblätter sind lanzettlich. Es sind meist ein bis vier, selten fünf freie Staubblätter vorhanden. Die drei fadenförmigen Griffel sind 0,3 bis 0,4 Millimeter lang.

### Frucht und Samen
Die Fruchtstiele sind zurückgebogen und nach einer Seite der Frucht orientiert. Die fünf Kelchzähne verlängern sich auf 4 Millimeter, färben sich bei der Fruchtreife gelblich und sind mit der Spitze zur Kapselfrucht hin gekrümmt, sonst stehen sie von ihr ab. Die reife Kapselfrucht löst sich am Grund ab. Die grünliche bis lohfarbene Kapselfrucht ist mit einer Länge von 2,8 bis 4 Millimeter 0,9- bis 1,4-mal länger als die Kelchblätter.
Die bei einer Länge von 0,5 bis 0,7( bis 0,8) Millimeter, mehr oder weniger abgeflacht, birnenförmigen Samen besitzen eine fast am Rand liegende Furche. Die glänzende, rötlich-braune bis schwärzliche, silbrig überlaufene Samenschale ist etwas rau und dicht mit, in Drüsen endenden, Papillen bedeckt, die bei dreißigfacher Vergrößerung wie Stacheln aussehen. Sie sind meist ungeflügelt. Wenn Flügel vorhanden sind dann sind sie weißlich bis rötlich-braun, 0,1 bis 0,2 Millimeter breit und die unregelmäßigen Ränder sind nicht papillös. Durch die am Rand zahlreichen Stacheln und auf den Flächen mit spitzen Wärzchen versehenen Samen hat die Igelsamige Schuppenmiere ihren Trivialnamen und das Artepitheton echinosperma erhalten. Dieses Merkmal kann man allerdings nur mit einer stark vergrößernden Lupe an Exemplaren mit reifen Kapselfrüchten erkennen.

### Chromosomensatz
Die Chromosomengrundzahl beträgt x = 9; es gibt diploide und tetraploide Populationen, also 2n = 18 oder 36.

## Ökologie
Die Igelsamige Schuppenmiere ist ein Therophyt.
Da man das Merkmal der feinwarzigen, am Rande mit Stacheln versehenen Samen nur mit einer stark vergrößernden Lupe an Exemplaren mit reifen Kapselfrüchten erkennen kann, wird möglicherweise diese Art da und dort übersehen. Seit den 1980er Jahren werden für die Igelsamige Schuppenmiere auch einige Fundorte in Frankreich angegeben. Diese Vorkommen könnten durch Verschleppung der Samen durch Wasservögel entstanden sein.
Es erfolgt Insektenbestäubung oder Selbstbestäubung. Bei den Diasporen erfolgt Windausbreitung und Klettausbreitung.

## Vorkommen
Die Igelsamige Schuppenmiere kommt ursprünglich nur in Mitteleuropa vor. Fundorte gibt es in Deutschland, Österreich, Tschechien, Liechtenstein, Slowakei, Frankreich, Spanien und Marokko. In Nordamerika ist sie ein Neophyt.
Die Igelsamige Schuppenmiere besiedelt in Mitteleuropa ausschließlich schlammige Uferstellen an der Elbe; an ihrem Unterlauf ist sie selten anzutreffen, an ihrem Mittel- und Oberlauf tritt sie nur sehr selten auf; gleiches gilt für das Flussgebiet der Moldau und der Weichsel. Die Igelsamige Schuppenmiere braucht feuchten nährstoffreichen, schlammigen Boden in eher luftfeuchtem Klima. Sie ist in Mitteleuropa eine Charakterart des Rorippo-Corrigioletum aus dem Verband Chenopodion rubri, kommt aber auch in Gesellschaften der Verbände Polygonion avicularis oder Nanocyperion vor.

## Taxonomie und Systematik
Die Erstbeschreibung von Spergularia echinosperma erfolgte 1881 durch Ladislav Josef Čelakovský in Archiv für die Naturwissenschaftliche Landesdurchforschung von Böhmen, Band 4, S. 867. Ein Homonym von Spergularia echinosperma Čelak. ist Spergularia echinosperma Asch. & Graebn., veröffentlicht in Ascherson und Graebner: Berichte der Deutschen Botanischen Gesellschaft, Band 11, 1893, S. 517.
Man kann folgende Unterarten unterscheiden:
- Spergularia echinosperma subsp. echinosperma: Samen schwarz.
- Spergularia echinosperma subsp. albensis Kúr, Amarell, Jage & Štech: Samen braun bis dunkelbraun. Diese Unterart wurde 2017 in Phytotaxa Band 305(3), Seite 157 erstbeschrieben. Sie wurde im Elbegebiet, im östlichen Tschechien und früher in Niederösterreich entlang der March beobachtet.[8]

Die Igelsamige Schuppenmiere bildet auch stabilisierte Hybriden mit der Roten Schuppenmiere (Spergularia rubra): Spergularia × kurkae F.Dvořák. Sie besitzt schwarze Samen, die 0,5 bis 0,6 Millimeter breit und am Rand mit 8 bis 14 kräftigen Papillen (pro Samenviertel) besetzt sind.